# Ortona
Ortona (nápolyiul: Urtóne) város (közigazgatásilag comune) Olaszország Abruzzo régiójában, Chieti megyében. Ortonát gyakran kis Sztálingrádként említik, mivel a második világháborúban a visszavonuló német csapatok itt csaptak össze az előrenyomuló kanadai seregekkel.

## Fekvése
A megye északnyugati részén fekszik, az Adriai-tenger partján. Határai: Crecchio, Francavilla al Mare, Frisa, Miglianico, San Vito Chietino és Tollo.

## Története
Ortona eredetéről nagyon kevés régészeti adat áll rendelkezésre. Első telepesei valószínűleg a frentanusok voltak, akiket később a rómaiak váltottak. A Nyugatrómai Birodalom bukása után a Bizánci Birodalom majd a Longobárd Királyság fennhatósága alá került. 1258-ban hozták a városba Khíosz szigetéről Szent Tamás ereklyéit. A 15. században épültek fel falai és védművei. 1427-ben a velencei flotta elpusztította a város kikötőjét. 1860 után az újonnan megalakult Olasz Királyság része lett és az ország egyik legnépszerűbb tengerparti üdülővárosa. 1943-ban, a Savoyai-ház tagjai Ortona kikötőjén keresztül távoztak a náci megszállás alatt álló Olaszországból.

## Népessége
A népesség számának alakulása:

## Főbb látnivalói
- Castello - a város erődje
- Palazzo Farnese - középkori nemesi palota
- Történeti Múzeum, az ortonai csata emlékeivel
- San Tommaso Apostolo-székesegyház
- Santa Maria di Costantinopoli-templom
- Santa Maria delle Grazie-templom
- Santa Caterina-templom
- SS. Trinità-templom